# Аренга борнейська
Аре́нга борнейська (Myophonus borneensis) — вид горобцеподібних птахів родини мухоловкових (Muscicapidae). Ендемік Калімантану. Борнейська аренга раніше вважалася конспецифічною з каштановою і яванською аренгами.

## Поширення і екологія
Борнейські аренги є ендеміками Калімантану. Вони живуть у вологих гірських тропічних лісах, поблизу річок і струмків. Зустрічаються на висоті до 2400 м над рівнем моря (на горі Кінабалу — на висоті до 2700 м над рівнем моря).